# Vetroresina
Con il termine vetroresina o VTR si intende un tipo di plastica rinforzata con vetro, in forma di tessuti o TNT (tessuto non tessuto, feltro a fibre orientate casualmente) impregnate con resine termoindurenti, in genere liquide e a base di poliestere, vinilestere o epossidiche, che induriscono dopo la lavorazione per intervento di catalizzatori e acceleranti.
La vetroresina è nota anche come plastica rinforzata con vetro o GRP (dall'inglese glass-reinforced plastic), plastica rinforzata con fibre di vetro o GFRP (dall'inglese glass fiber-reinforced plastic), GFK (dal tedesco Glasfaserverstärkter Kunststoff) o come fibra di vetro o fiberglass dal nome del materiale che le costituisce, insieme alla matrice plastica.
È stata per la prima volta realizzata in Italia, nel centro ricerche dell'Università di Bari nel 1926 dall'Ingegnere Domenico Montaruli, in seguito agli studi di materiali ultraleggeri richiesti dall'Aeronautica Macchi.

## Principali metodi di produzione
I principali metodi di produzione della vetroresina sono:
- HLU (Hand Lay-Up): deposizione manuale su stampi aperti;[1]
- RTM (Resin Transfer Moulding): deposizione manuale su stampi chiusi;[2]
- Taglio Spuzzo (Spray Lay - Up): deposizione di vetro tagliato e resina con successiva rullatura manuale;
- RTM light: deposizione manuale su stampi chiusi;[3]
- Infusione: stampo + sacco sottovuoto;
- Pultrusione: lavorazione continua;[4]
- Filament winding: avvolgimento di filo continuo.

### Hand Lay-Up
Le resine, adeguatamente additivate con catalizzatori e acceleranti, che ne determinano la polimerizzazione anche a temperatura ambiente, vengono spalmate con l'ausilio di pennelli e rulli di pelo sui tessuti di vetro, appoggiati su stampi aperti, impregnandoli.
La solidificazione delle resine ingloba le fibre di vetro dando luogo alla vetroresina.
Realizzando il processo di spalmatura su una forma se ne copia il disegno; si possono in questo modo realizzare manufatti di varie dimensioni, spessori, robustezza, solidità, peso, colore.

### Resin Transfer Moulding
In questo processo, le fibre di vetro vengono depositate a secco sullo stampo aperto, si chiude lo stampo con un controstampo, bloccandolo con chiusure meccaniche o idrauliche, in ultimo vi si inietta la quantità necessaria di resina catalizzata, per mezzo di pompe pneumatiche.

### RTM light
Metodo simile al precedente, ma la chiusura fra stampo e controstampo è ottenuta creando il vuoto d'aria all'interno, iniettando la resina dal perimetro esterno della forma ed estraendo l'aria dal centro dello stampo.

### Filament winding
Processo per la produzione di tubi e serbatoi cilindrici, consiste nell'avvolgimento di un cilindro rotante, generalmente metallico, che funge da stampo e verrà poi sfilato, di filo continuo impregnato con resina catalizzata.

## Applicazioni
A partire dagli anni cinquanta la vetroresina è stata utilizzata per la costruzione di oggetti esposti agli agenti atmosferici, in particolare: automobili e imbarcazioni, piscine, serbatoi, lucernari, box telefonici. Per le eccellenti doti di leggerezza, solidità, resistenza alla fatica la vetroresina viene anche usata nel settore aeronautico, nella costruzione delle pale eoliche, nella produzione di attrezzi sportivi. Per la sua resistenza alla corrosione in ambienti basici come l'acqua marina la vetroresina viene utilizzata per produrre tubazioni, vasche, silos, grigliati.
Piuttosto diffusa l'applicazione nel settore edile, soprattutto in seguito alla verificata insorgenza di tumori dovuta alla respirazione delle fibre di amianto presenti nei manufatti in cemento-amianto, un materiale precedentemente molto utilizzato per le coperture industriali e civili.
In campo industriale, la vetroresina è anche impiegata per la realizzazione di serbatoi atmosferici per liquidi.
Grazie a un'altra proprietà, quale la scarsa conducibilità elettrica, è spesso usata per la costruzione di coperture di apparecchiature elettrotecniche.
È usata, oltre che per i veicoli da competizione, che richiedono leggerezza, anche per creare componenti aggiuntivi prettamente estetici di carrozzerie o di carene.
Inoltre è usata nell'industria spaziale data la proprietà di resistere alla decompressione esplosiva.
In ambito medico la vetroresina viene utilizzata per produrre speciali protezioni e fasciature, che, proprio come il gesso, permettono la guarigione di slogamenti e contusioni (processo chiamato volgarmente dai medici "bagno in vetroresina").
Dai primi anni Settanta è anche impiegata nella costruzione di canne da pesca. Per la resistenza e l'economicità dell'applicazione, anche dopo l'introduzione di attrezzi in carbonio, non è cessata la produzione di questo tipo di canne, ed ancora oggi è possibile acquistarne.
Nella scultura la vetroresina viene utilizzata sia per la produzione dei calchi di fusione ma anche di statue .

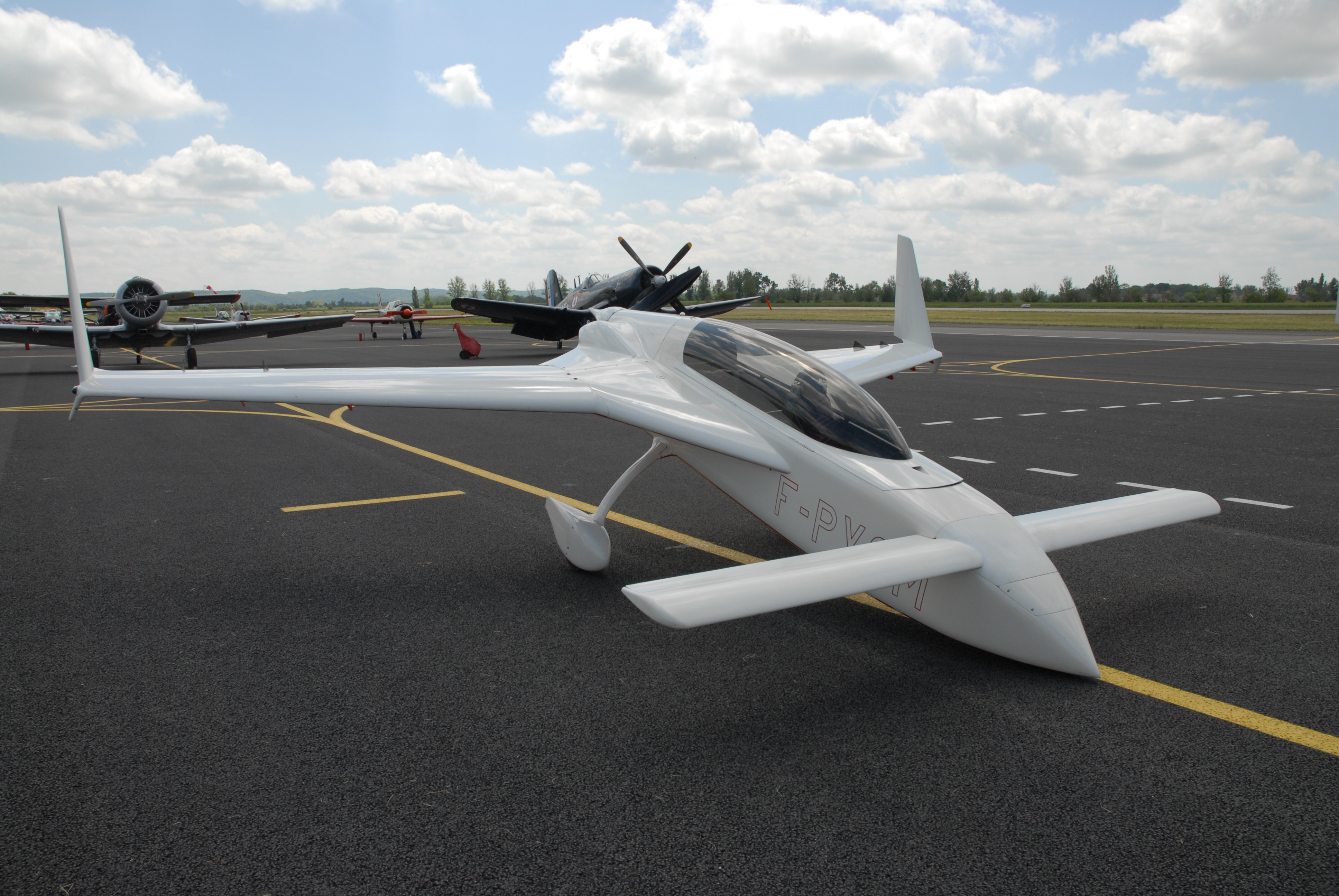
Per la sua leggerezza e resistenza, la vetroresina è ampiamente usata per la realizzazione sia di velivoli che di imbarcazioni. In questo caso, si tratta di un Rutan VariEze.
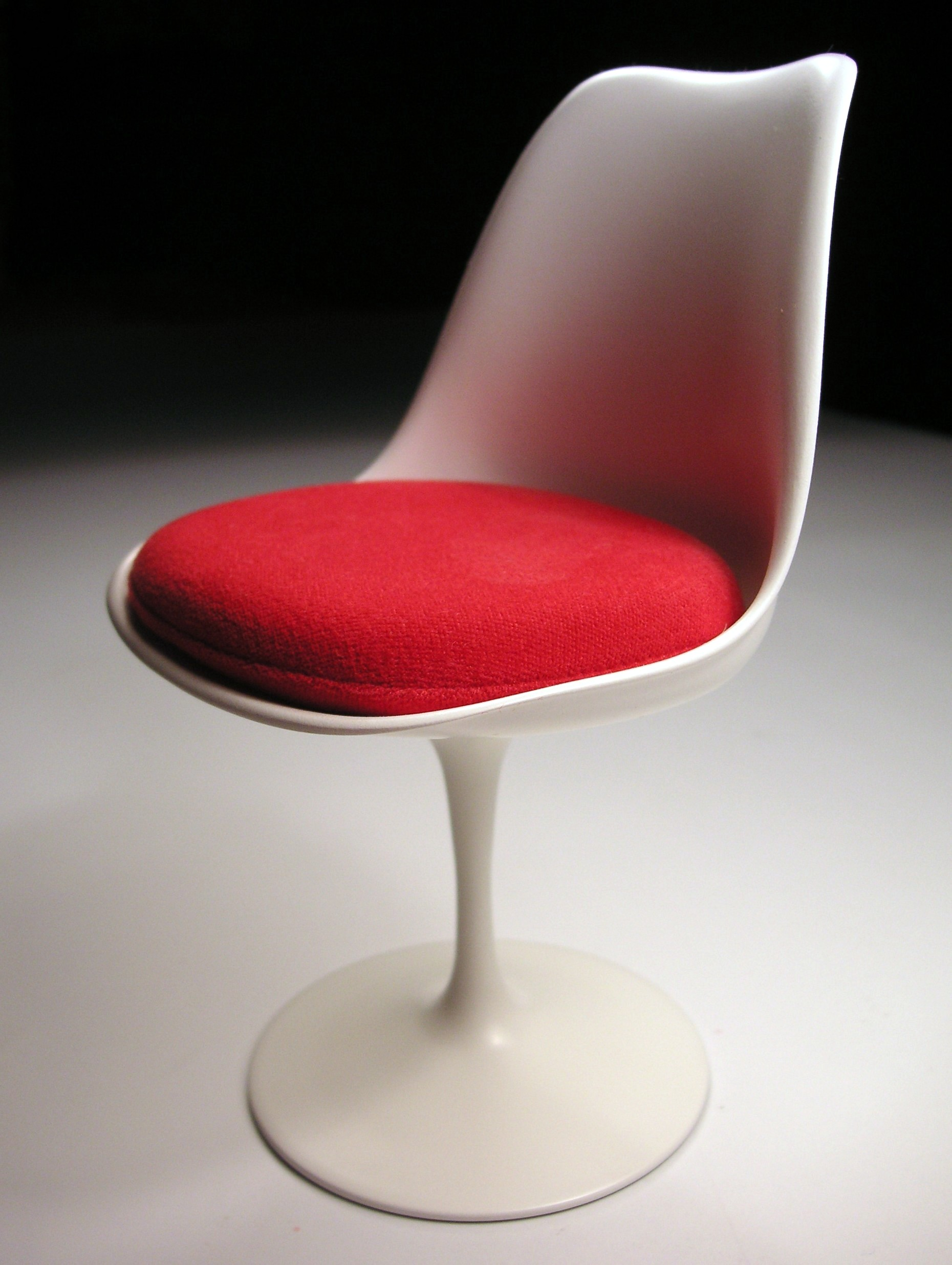
La Tulip chair di Eero Saarinen, con seduta in vetroresina e base in alluminio
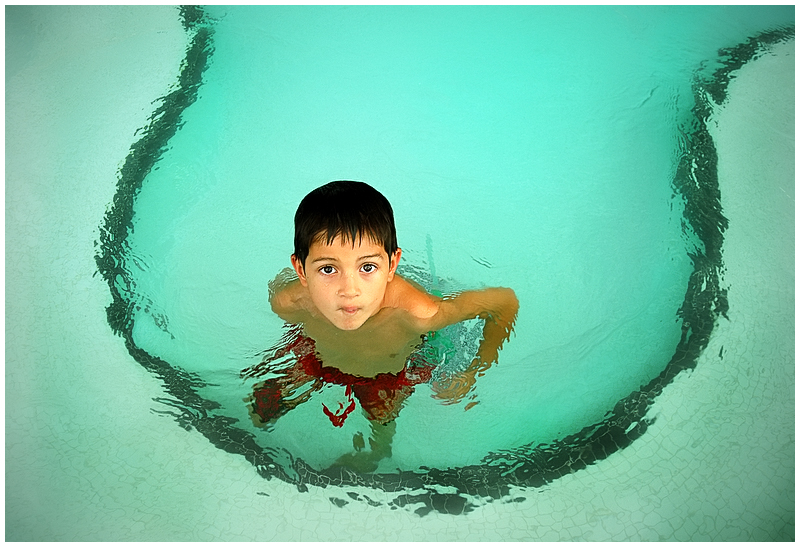
Un bambino in una piscina realizzata in vetroresina.
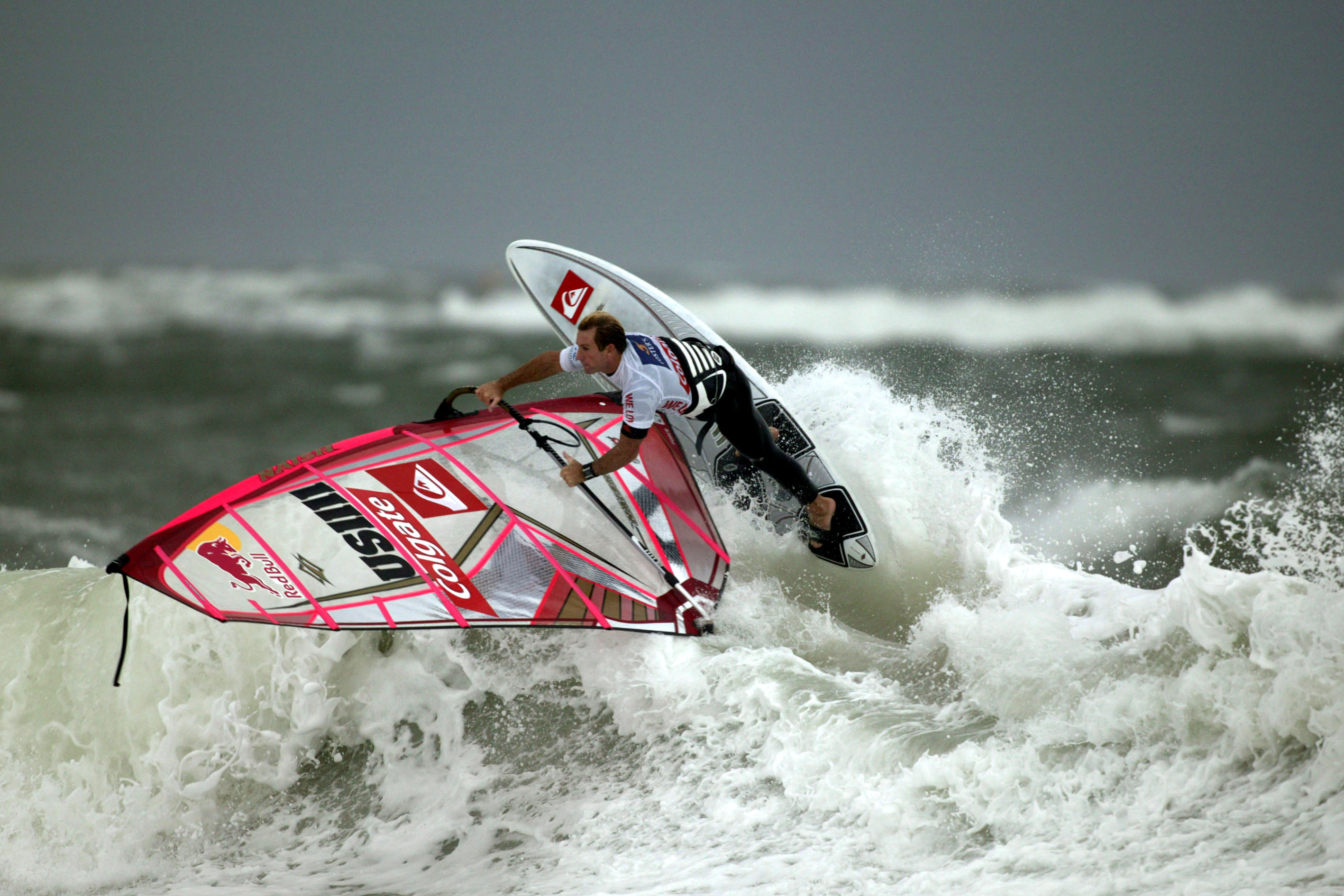
Le tavole da windsurf, un tempo in polietilene e PVC, sono state in seguito realizzate in vetroresina. Oggi si preferisce creare strati di vari materiali, tra i quali è presente la vetroresina.
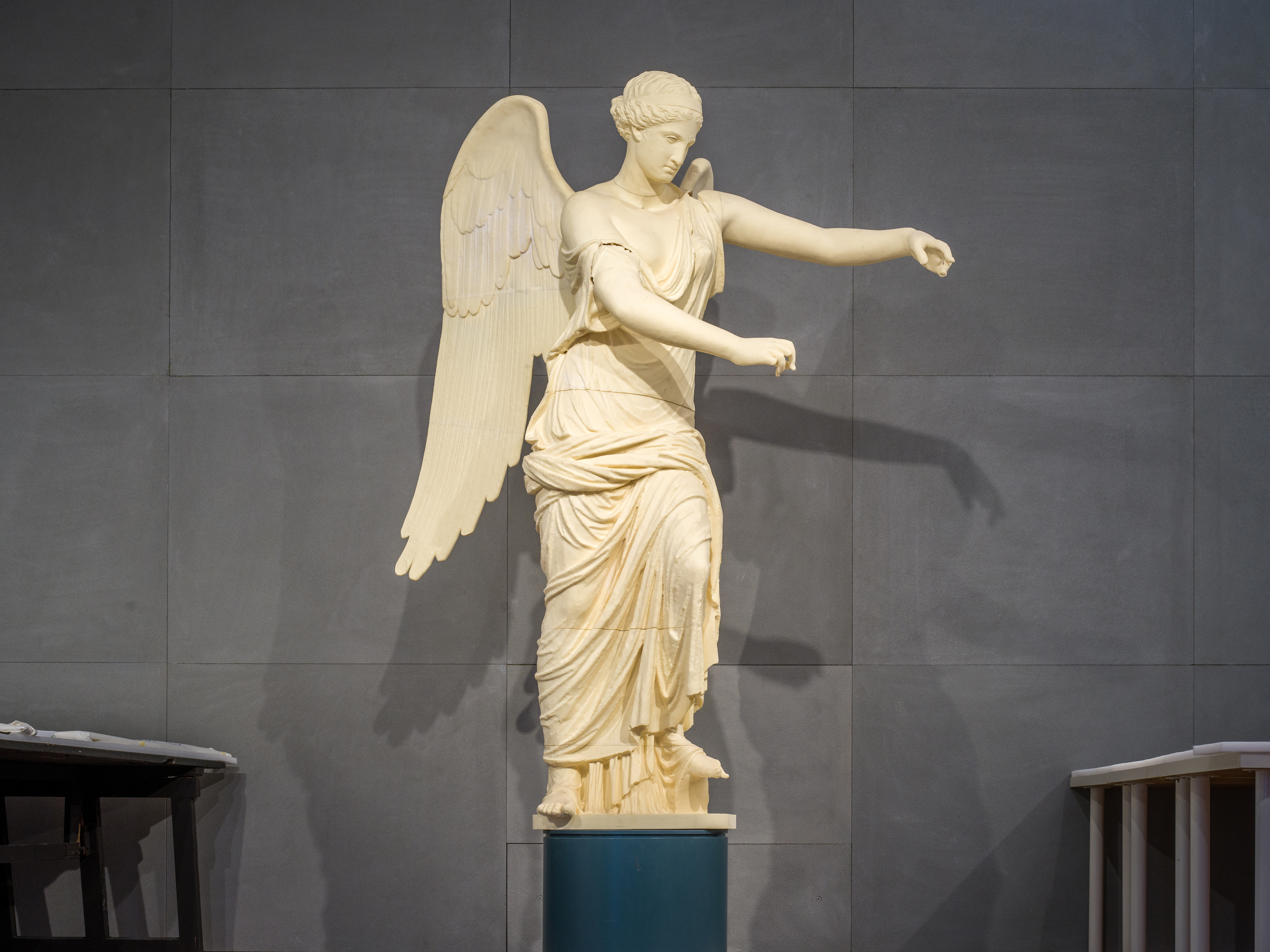
Copia della Vittoria alata in vetroresina nel Museo di Santa Giulia a Brescia.